# 尕海 (海晏)
尕海位于中国青海省东北部海晏县境内，西南距青海湖3.5公里，系青海湖退缩过程中残留的子湖之一。湖泊呈长椭圆形，长11.9公里，最大宽5.8公里，面积47.2平方公里。水位3196.8米，水深8～9.5米。无地表径流汇入。青藏铁路、公路从湖区东部穿过。